# الطاقة المتجددة في إفريقيا
الدول النامية في إفريقيا هي أكثر المواقع المناسبة لتطبيق تكنولوجيا الطاقة المتجددة. وفي الوقت الحالي تمتلك العديد من الدول بالفعل محطات صغيرة للطاقة الشمسية وطاقة الرياح والطاقة الحرارية الأرضية تعمل علي توفير الطاقة لسكان الحضر والريف. هذه الأنواع من المحطات المختلفة أنتجت الطاقة المفيدة بشكل خاص في المواقع النائية بعيدا عن التكلفة المفرطة لنقل الكهرباء من محطات الطاقة على نطاق واسع. إن تطبيقات تكنولوجيا الطاقة المتجددة لديها القدرة على التخفيف من العديد من المشاكل التي تواجه الأفارقة كل يوم خاصة إذا تم القيام بها بطريقة مستدامة تعطي الأولوية لحقوق الإنسان.

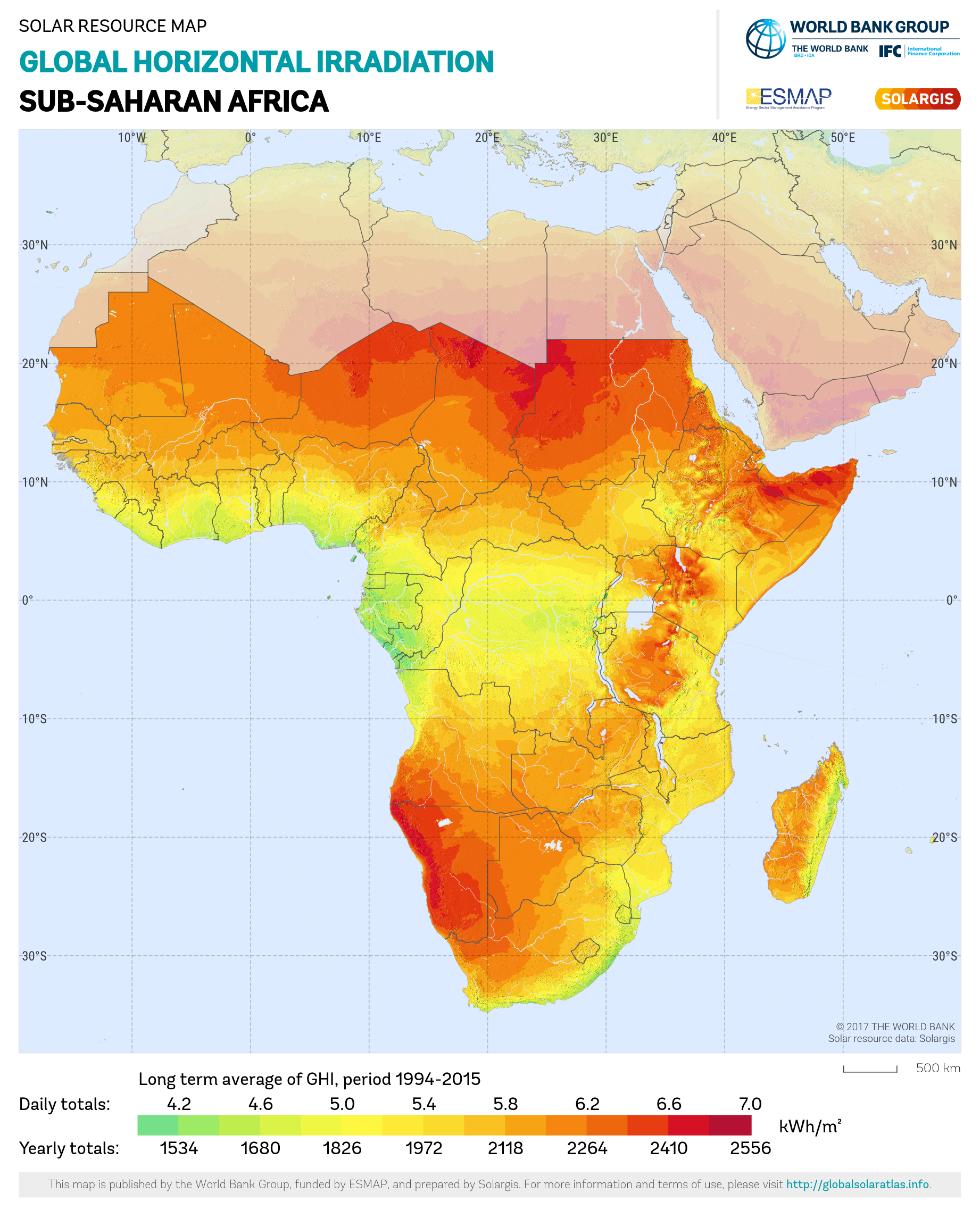
الاشعاع الشمسى الأفقي العالمي في إفريقيا جنوب الصحراء.

إن الحصول على الطاقة أمر ضروري للحد من الفقر وتعزيز النمو الاقتصادي. وتتطلب تكنولوجيات الاتصال والتعليم والتصنيع والتحسين الزراعي وتوسيع شبكات المياه البلدية وصولاً إلى مصدر وفير وموثوق وفعال من حيث تكلفة الطاقة.

## الوقود الأحفوري
من خلال الاستثمار في حلول الطاقة طويلة الأجل التي توفرها مصادر الطاقة البديلة ستستفيد معظم الدول الإفريقية بشكل كبير على المدى الطويل من خلال تجنب المشكلات الاقتصادية المعلقة التي تواجهها الدول المتقدمة حاليًا.على الرغم من أن الوقود الأحفوري يوفر بطرق عديدة مصدر طاقة بسيط وسهل الاستخدام ويعتمد عليه في التصنيع في معظم الدول الحديثة إلا أن القضايا المرتبطة بالاستخدام الواسع النطاق للوقود الأحفوري أصبحت الآن عديدة وتتألف من أصعب وأكبر القضايا في العالم منها المشاكل السياسية والاقتصادية والصحية والبيئية العالمية. وتنتج أزمة الطاقة التي تلوح في الأفق عن استهلاك هذه الأنواع من الوقود الأحفوري بمعدل لا يمكن تحمله حيث من المتوقع أن يزداد الطلب العالمي على الوقود الأحفوري كل عام للعقود القليلة القادمة مما يضاعف من المشاكل القائمة.
في الوقت الذي يجري فيه حاليًا تنفيذ عدد كبير من المشاريع لتوسيع شبكات الطاقة الحالية وربطها توجد الكثير من المشكلات لجعل هذا الخيار واقعيًا بالنسبة للغالبية العظمى من الناس في إفريقيا وخاصة أولئك الذين يعيشون في المناطق الريفية. محطات الطاقة باستخدام أنظمة الطاقة المتجددة هو الحل العملي الوحيد لتلبية احتياجات كهربة الريف. هناك تحرك نحو لامركزية الطاقة في الدول الإفريقية حيث يتطلع الكثير إلى مجموعة متنوعة من أطر لامركزية للطاقة مثل ضباط الطاقة في المناطق على سبيل المثال كما هو موضح في ورقة توصيات لخبراء الطاقة في المنطقة في دولة ملاوي.

## موارد الطاقة المتجددة
تستمد الطاقة الكهرومائية وطاقة الرياحوالطاقة الشمسية طاقتها من الشمس. تبعث الشمس مقدار طاقة كبير في الثانية الواحدة يقدر بحوالى (3.827 × 1026 J) وهو أكبر مما هو متاح في كل أنواع الوقود الأحفوري الموجودة على الأرض (3.9 × 1022 J) ، [8] وبالتالي لديها القدرة على توفير كل ما لدينا من حاضر ومستقبل لمتطلبات الطاقة العالمى. وبما أن مصدر الطاقة الشمسية متجددة ونظيف ومجاني يمكن للدول الإفريقية حماية شعوبها وبيئتها وتنمية اقتصادها في المستقبل باستخدام مصادر الطاقة المتجددة ولهذا الغرض يكون لديها عدد من الخيارات الممكنة.
| 2015   | 2016   | 2017   | 2018   | 2019   | 2020   | 2021   | 2022   | 2023   | 2024   |
| 34,776 | 37,498 | 42,861 | 48,189 | 50,315 | 53,679 | 55,580 | 59,291 | 62,672 | 66,898 |

### الموارد الشمسية

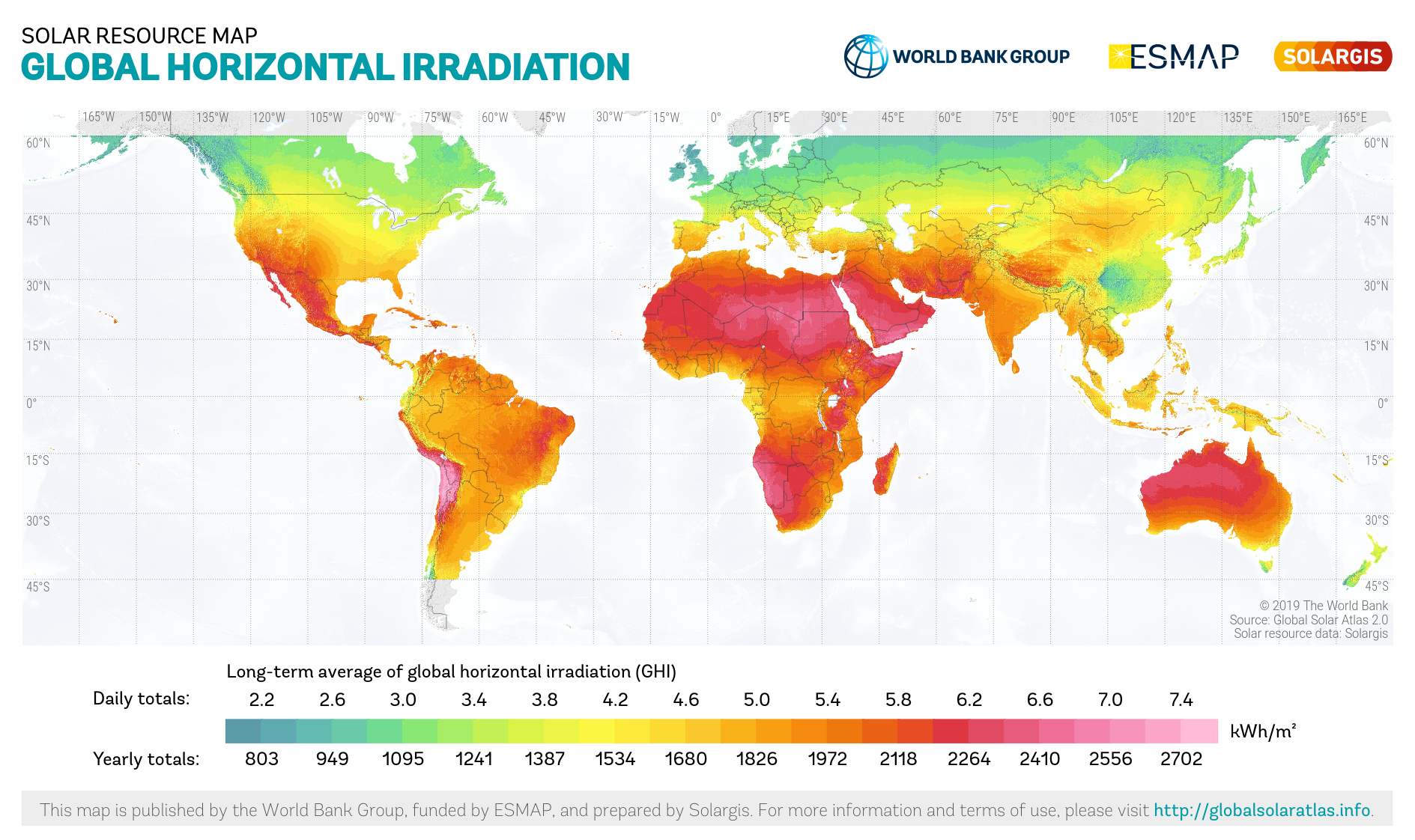
خريطة العالم للإشعاع الشمسي الأفقي العالمي.

إفريقيا هي أشد قارة مشمسة على وجه الأرض خاصة وأن هناك العديد من المناطق المشمسة على الدوام مثل الصحراء الكبرى. لديها موارد شمسية أكبر بكثير من أي قارة أخرى. في حين أن الغابات المطيرة غائمة بشكل كبير ولكنها لا تزال تحصل على إشعاع شمسي عالمي جيد بسبب قربها من خط الاستواء.
إن توزيع الموارد الشمسية عبر إفريقيا متجانس إلى يغطى أكثر من 85٪ من مساحة القارة تتلقى ما لا يقل عن 2000 كيلو واط ساعة / سنة (م²). تشير دراسة حديثة إلى أن منشأة واحدة لتوليد الطاقة الشمسية التي تغطي 0.3٪ فقط من مساحة شمال إفريقيا يمكن أن تزود كل الطاقة المطلوبة من قبل الاتحاد الأوروبي. هذه هي نفس مساحة أرض ولاية ماين.

### موارد الرياح والأمواج

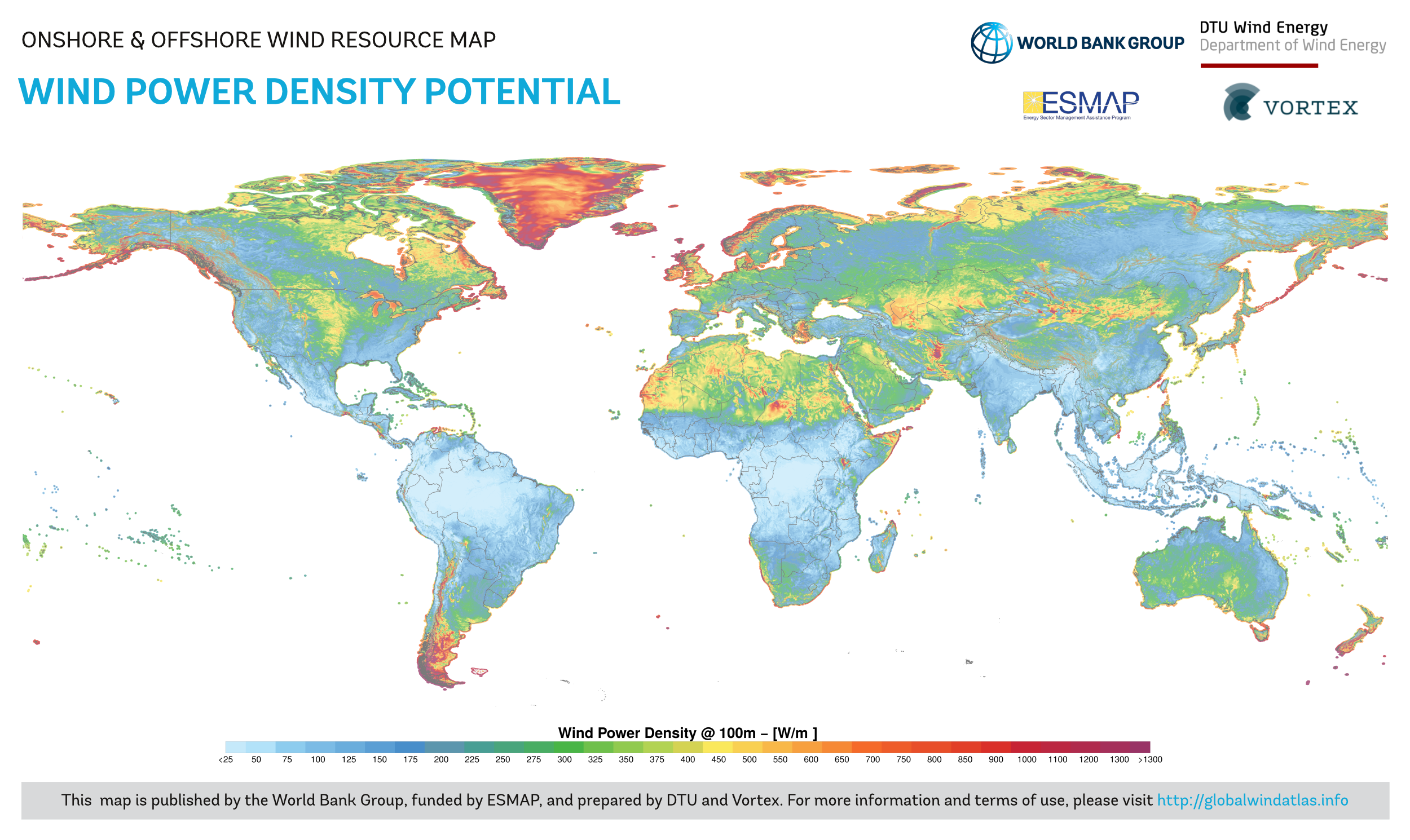
خريطة العالم لكثافة طاقة الرياح.

.يوجد في إفريقيا خط ساحلي كبير حيث موارد الطاقة من طاقة الرياح والأمواج وفيرة وغير مستغلة بالكامل في الشمال والجنوب.
الرياح غير موزعة بشكل منتظم أكثر من المصادر الشمسية مع وضع المواقع المثالية بالقرب من ميزات المسارات الطوبوغرافية الخاصة القريبة من المواقع الساحلية وسلاسل الجبال والقنوات الطبيعية الأخرى في الشمال والجنوب. إن توفر الرياح على الساحل الغربي لإفريقيا كبير حيث يزيد عن 3,750 كيلو واط ساعة وسوف يستوعب الآفاق المستقبلية لمطالب الطاقة وتمتلك إفريقيا الوسطى موارد طاقة رياح أقل من المتوسط.

### الطاقة الحرارية الأرضية

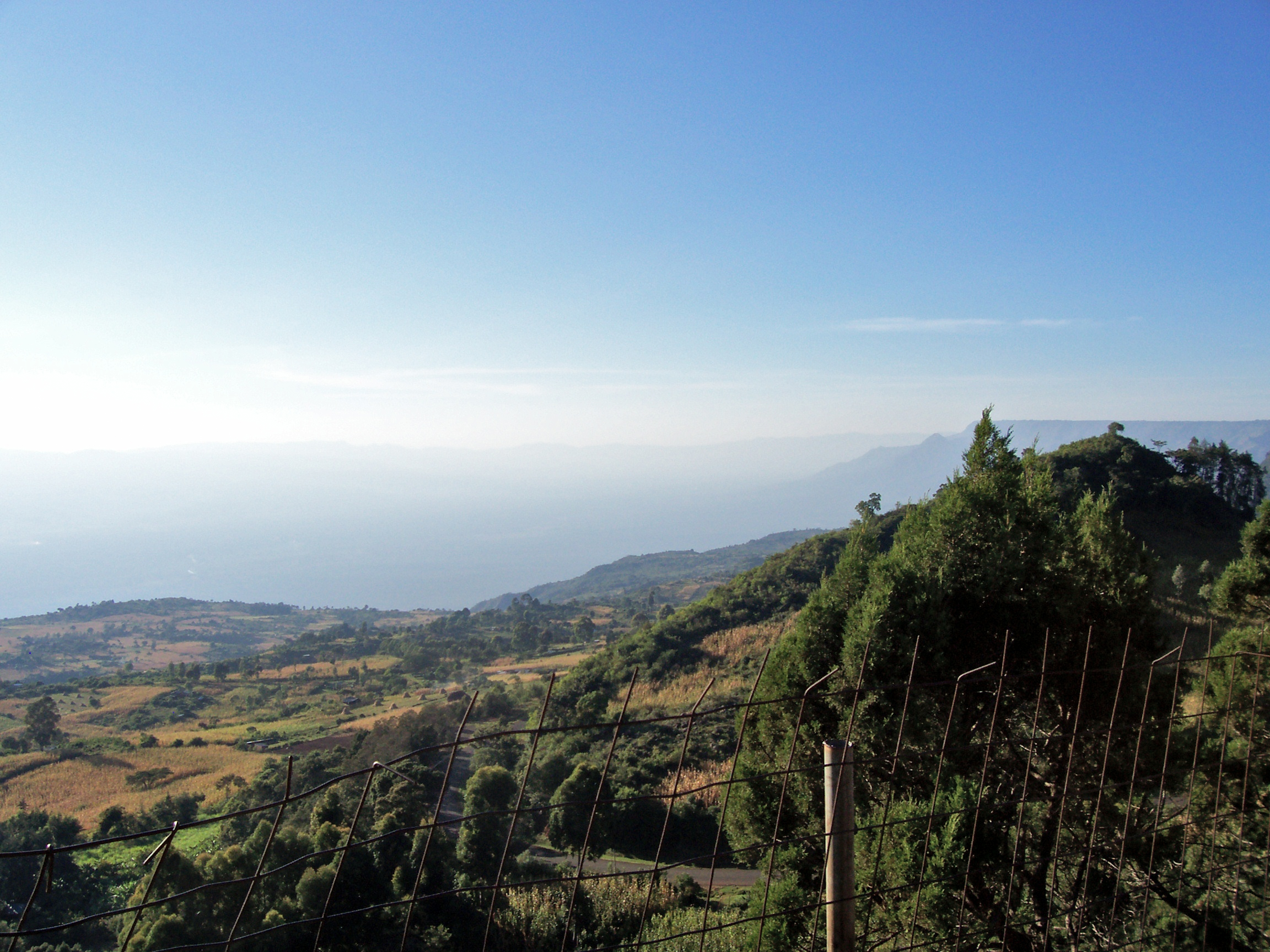
وادي ريفت بالقرب من إلدوريت في كينيا.

الطاقة الحرارية الأرضية لديها القدرة على توفير كميات كبيرة من الطاقة في العديد من دول شرق إفريقيا وتتركز الطاقة الحرارية الأرضية في معظمها في شرق إفريقيا ولكن هناك العديد من النقاط المجزأة ذات القدرة الحرارية الأرضية العالية الكثافة المنتشرة عبر القارة. هناك إمكانات هائلة لاستخدام الطاقة الحرارية الأرضية في صدع شرق إفريقيا الذي يبلغ طوله حوالي 5900 كم ويمتد إلى عدة دول في شرق إفريقيا بما في ذلك إريتريا وإثيوبيا وجيبوتي وكينيا وأوغندا وزامبيا.

### طاقةالكتلة الحيوية
استخدام وقود الكتلة الحيوية يهدد التنوع البيولوجي والمخاطر التي تتعرض لمزيد من التلف أو التدمير في المناظر الطبيعية. ويستخدم 86 ٪ من طاقة الكتلة الحيوية في إفريقيا في منطقة جنوب الصحراء الكبرى باستثناء جنوب إفريقيا. حتى في الحالات التي تكون فيها أشكال الطاقة الأخرى متاحة ولا يتم تسخيرها واستخدامها بكفاءة مما يؤكد الحاجة إلى تعزيز كفاءة الطاقة حيث يكون الوصول إلى الطاقة متاحًا.
مع ذلك هناك حاجة ملحة لمعالجة المستويات الحالية من أمراض الجهاز التنفسي من حرق الكتلة الحيوية في المنزل. مع الأخذ في الاعتبار فارق التكلفة بين الكتلة الحيوية والوقود الأحفوري فإنه أكثر فعالية من حيث التكلفة لتحسين التكنولوجيا المستخدمة لحرق الكتلة الحيوية من استخدام الوقود الأحفوري.

### إمكانات التكامل الأفقي للطاقة المتجددة
الطاقة الشمسية وطاقة الرياحقابلة للتوسع للغاية حيث تتوفر أنظمة تنتج أقل من 1 واط إلى عدة ميغاواط. هذا يجعل من الممكن تهيئة كهربة منزل أو قرية بأقل رأس مال أولي. كما يسمح بتدرج ديناميكي وتدريجي مع زيادة متطلبات التحميل. كما يوفر تكوين مكونات تركيب محطات الرياح أو الطاقة الشمسية مستوى من التكرار الوظيفي مما يحسن من موثوقية النظام. في حالة تلف لوحة واحدة في مجموعة شمسية متعددة الألواح يستمر باقي النظام في العمل دون عوائق. وبطريقة مشابهة لا يتسبب فشل برج طاقة مفرد في تكوين متعدد البرج في حدوث فشل على مستوى النظام.لأن مشاريع الطاقة الشمسية وطاقة الرياحتنتج الطاقة حيث يتم استخدامها، فإنها توفر حلا آمنة وموثوقة وفعالة من حيث التكلفة. ولأنه يتم تجنب معدات الإرسال، فإن هذه الأنظمة تكون أكثر أمانًا وأقل عرضة للهجوم. هذا يمكن أن يكون ميزة مهمة في المناطق المعرضة للنزاع. أنظمة طاقة الرياحوالطاقة الشمسية سهلة التركيب وسهلة التشغيل وسهلة الإصلاح ودائمة. موارد الرياح وموارد الطاقة الشمسية وفيرة بما فيه الكفاية لتوفير جميع متطلبات الطاقة الكهربائية لسكان الريف ويمكن القيام بذلك في المناطق ذات الكثافة المنخفضة والمجزأة والتي لا يمكن معالجتها باستخدام الأنظمة التقليدية القائمة على الشبكة.

## التكلفة
الألواح الكهروضوئية وبطاريات التوربينات الهوائية العميقة والعدادات وكابلات المقابس والموصلات كلها باهظة الثمن. وحتى عندما يكون الفرق النسبي في القوة الشرائية وتكلفة المواد وتكلفة الفرصة البديلة وتكلفة العمالة والنفقات العامة فإن الطاقة المتجددة ستبقى مكلفة بالنسبة للأشخاص الذين يعيشون على أقل من دولار واحد في اليوم. وتستخدم العديد من مشاريع كهربة الريف في الماضي إعانات حكومية لتمويل تنفيذ برامج التنمية الريفية. من الصعب إنجاز مشاريع كهربة الريف بواسطة الشركات الربحية في المناطق الفقيرة اقتصاديًا يجب أن تدار هذه البرامج بخسارة لأسباب عملية. هناك عدة طرق تنظيرية يمكن للدول الإفريقية المحددة من خلالها حشد الموارد لمثل هذه المشاريع.

### الطاقة الشمسية

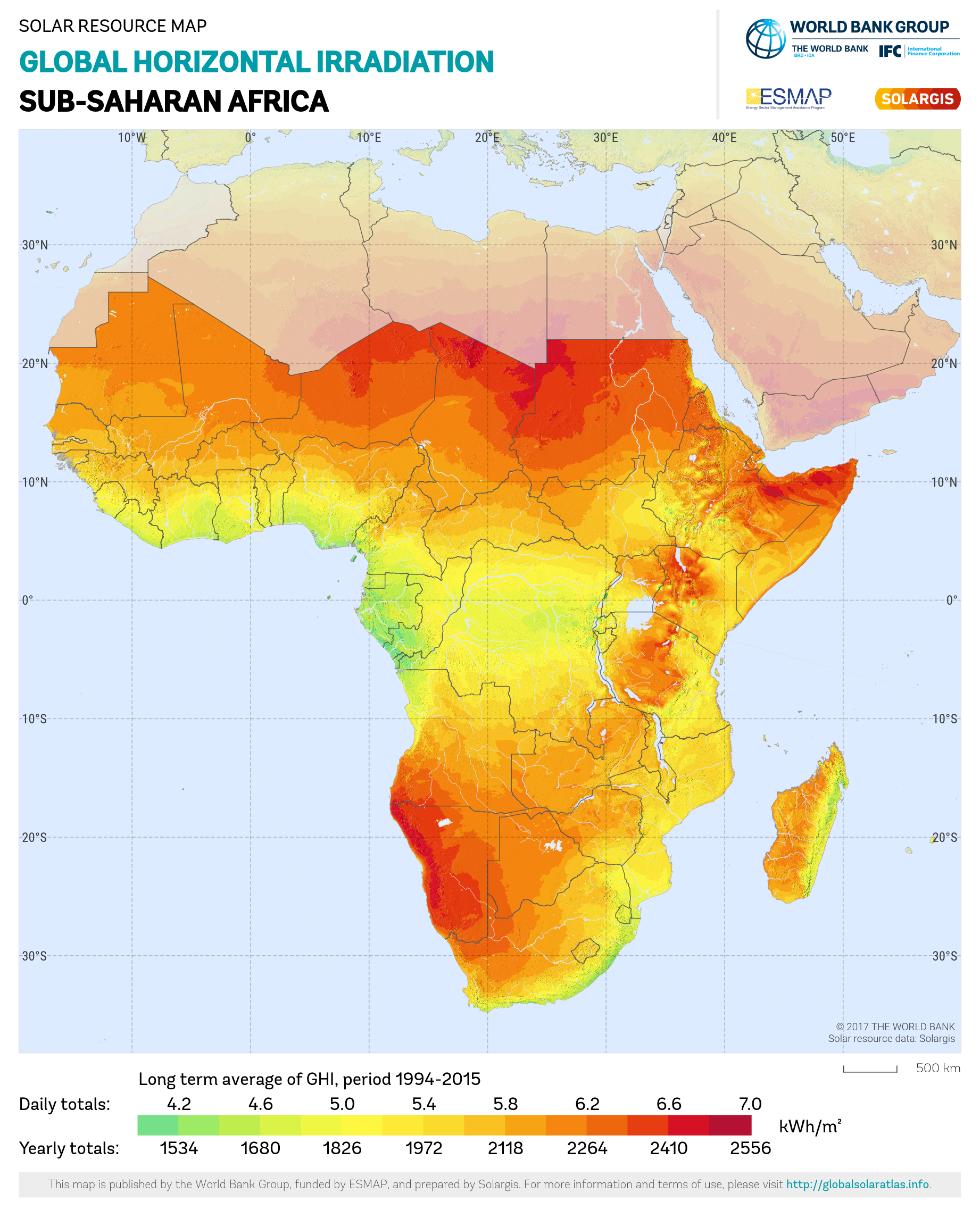
الاشعاع الأفقي العالمي في إفريقيا جنوب الصحراء.

### طاقة الرياح

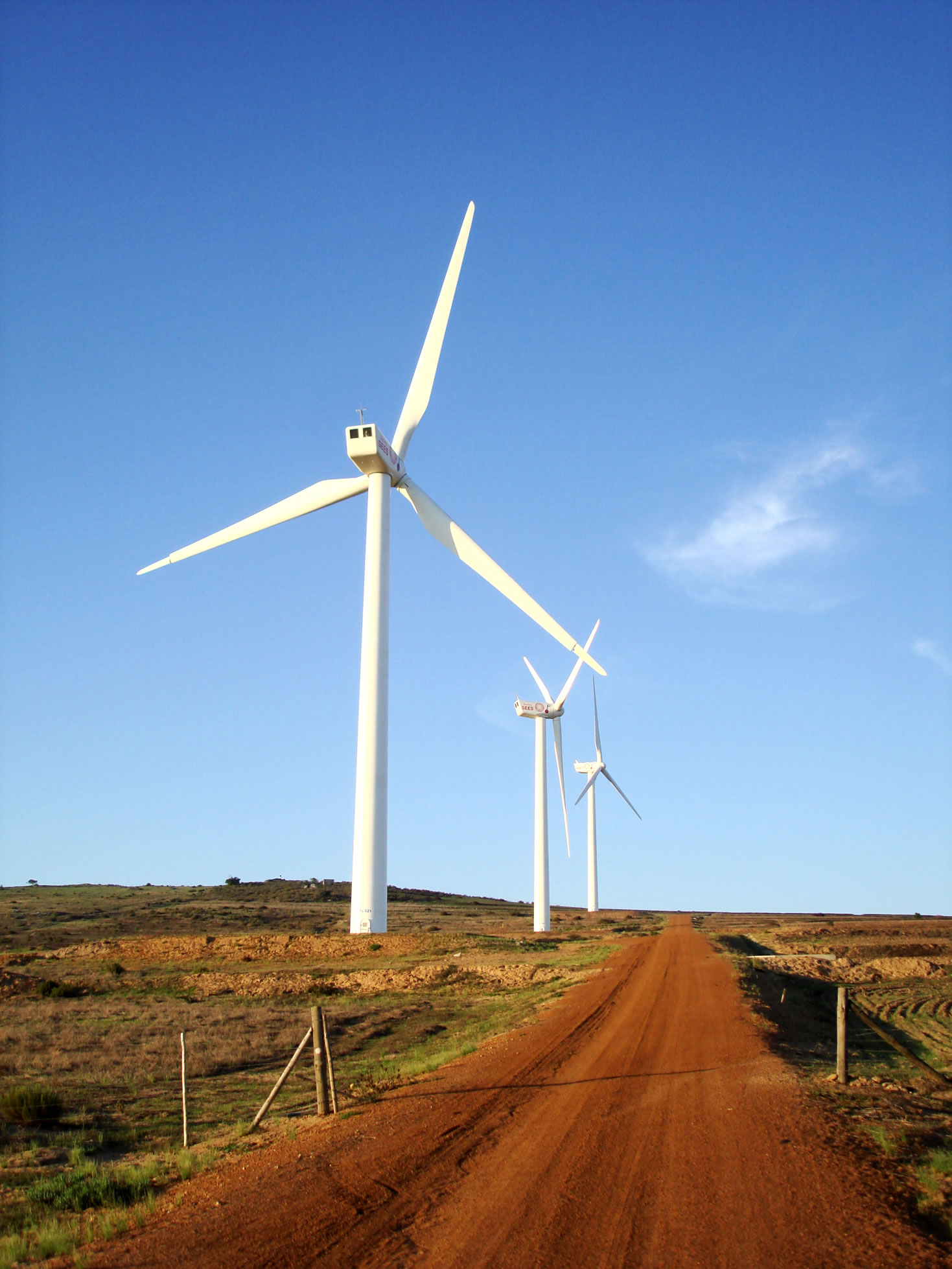
محطة رياح دارلينج في جنوب إفريقيا.

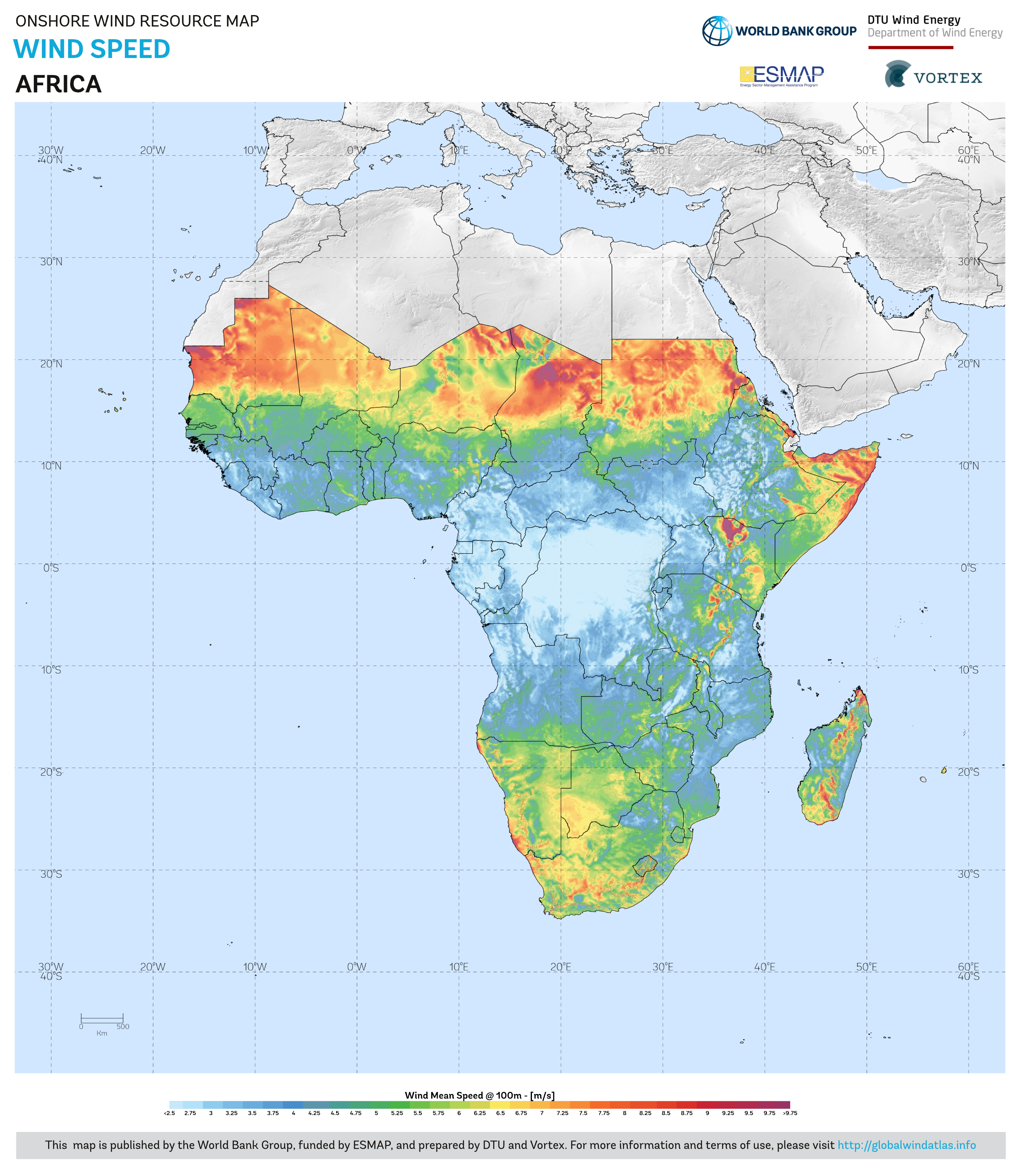
سرعة الرياح في إفريقيا جنوب الصحراء.